# 국화항 (화성시)
국화항은 경기도 화성시 우정읍 국화리 국화도에 있는 어항이다. 2004년 2월 12일 어촌정주어항으로 지정되었다. 시설관리자는 화성시장이다.

## 어항 연혁
- 국화리는 충남 당진 앞바다에 있으면서도 행정 구역상으로는 경기도 화성시 우정읍 국화리에 속하는 섬으로, 국화도는 원래 구화도였다고 하며 1916년 10월27일 고시 제56호로 매향리에서 분리되면서 섬이 국화꽃과 닮았다고 하여 국화리로 개칭되었다.

## 어항 구역
- 수역: 기존물량장 좌측 상단에서 정북 방향으로 200m 나간 점에서 정동 방향으로 300m 이점에서 정남방향으로 600m 이점에서 정서방향으로 육지와 연결한 선내의 수역(350,000m2)

## 어항 시설
- 선착장 50m, 방파제 220m, 호안 138m, 물량장 85m, 어선,어구보전시설 17,014m2

## 주요 어종
- 우럭, 넙치, 바지락, 꽃게, 낙지, 주꾸미, 망둑어, 노래미 등

## 주변 관광
- 국화도는 선착장 마을에서 야트막한 언덕을 넘어서면 전혀 다른 풍경이 나타난다, 동쪽해안가는 달리, 조개껍질과 모래가 적당히 어우러진 천혜의 해수욕장이 활처럼 동르랗게 펼쳐져 길게 이어지고 해수욕장의 서쪽에는 썰물 때 바닷길을 통해 걸어갈수 있는 매박섬있고, 인근에 화성8경 중의 제6경 입파홍암이 있으며, 어선,모타보트, 스키스쿠버 등을 체험할 수 있는 시설이 갖추어져 있다.